# Bad Boll
Bad Boll (do 31 maja 2007 Boll) – miejscowość i gmina uzdrowiskowa w Niemczech, w kraju związkowym Badenia-Wirtembergia, w rejencji Stuttgart, w regionie Stuttgart, w powiecie Göppingen, siedziba związku gmin Raum Bad Boll. Leży w Jurze Szwabskiej, ok. 6 km na południe od Göppingen.

## Współpraca
Miejscowość partnerska:
- Herrnhut, Saksonia